# Stribet krogblad
Stribet krogblad (Sanionia uncinata) er et almindeligt mos på enge i Danmark. Det videnskabelige artsnavn uncinata betyder 'hagekrummet' (af latin uncinus krog) og hentyder til bladspidserne.